# Lewinia muelleri
El rascón de Auckland o rascón de las Auckland (Lewinia muelleri) es una especie de ave gruiforme de la familia Rallidae endémica de las islas Auckland, ubicadas a unos 460 km al sur de Nueva Zelanda. Este rascón es el pariente más cercano del rascón pectoral de Australia. En la actualidad la especie se encuentra confinada a dos islas del archipiélago de las Auckland, isla Adams e isla Disappointment.

## Descripción
El rascón de las Auckland es un pequeño rascón que mide unos 21 cm de largo. El plumaje de sus partes superiores es castaño con moteado oscuro. Su pecho es gris y sus flancos están listados en blanco y negro. Su cabeza es de color castaño rojizo, y tiene un pico largo rojo. Es el miembro más pequeño del género Lewinia. Existen informes contradictorios sobre su capacidad para volar. Los primeros informes indicaban que no podía volar, pero investigaciones más recientes muestran que puede volar pero rara vez lo hace. El rascón de las Auckland tiene una gran variedad de llamadas, la más común es una de tipo crex que emite en ráfagas a intervalos de 10 segundos. 

## Comportamiento y conservación
El rascón de las Auckland es un ave muy sigilosa que se ha considerado extinta varias veces, y posteriormente se ha redescubierto. Su población actualmente es estable en las dos islas donde sobrevive. Se cree que se ha extinguido en las islas principales de las Auckland debido a la presencia de gatos y cerdos asilvestrados. Se cree que la erradicación de estos animales permitiría la reintroducción del rascón en el resto de islas del grupo. En la actualidad la UICN y BirdLife International la consideran una especie vulnerable debido a su restringida distribución y la posibilidad de que  ratas u otros depredadores lleguen a las islas donde sobreviven.
Se sabe poco de la biología reproductiva del rascón de las Auckland. En los pocos nidos estudiados la puesta constaba de dos huevos, puestos hacia comienzos de noviembre. Los huevos son de color crema, con motas pardas y grises.